# Willem Hoekzema
Willem Klaas Hoekzema (Bedum, 21 juli 1939) is een Nederlands voormalig politicus. Hij was burgemeester, staatssecretaris van Defensie, partijvoorzitter en lid van de Eerste Kamer. Hoekzema is lid van de VVD.

## Biografie
Na zijn doctoraal examen Economische Wetenschappen aan de Rijksuniversiteit Groningen werd Hoekzema leraar economie bij de "Dalton-scholengemeenschap" in Den Haag. Vanaf 1974 werd de politieke interesse van Hoekzema groter en hij werd in dat jaar ook lid van Provinciale Staten van Utrecht en lid van de gemeenteraad van Rhenen.
In 1975 werd hij benoemd tot burgemeester van Coevorden, waar hij initiatiefnemer was voor het Stedelijk Museum Drenthe's Veste en alwaar hij de middenstand en bevolking opriep geld in te zamelen voor Ganzen Geesje.
Deze functie heeft hij tot 1982 vervuld, toen hij werd gevraagd als staatssecretaris van Defensie in Kabinet-Lubbers I, als opvolger van Charl Schwietert die na drie dagen had moeten aftreden. Hoekzema was een redelijk onopvallende staatssecretaris, en werd hierna in 1987 burgemeester van Huizen. Na 7 jaar in Huizen actief te zijn geweest werd hij in 1995 burgemeester van Den Helder. Per 1 januari 2001 legde hij dit ambt neer.
Van 2003 tot 2007 was Hoekzema lid van de Eerste Kamer.
- Parlement.com: vg09llnplzzo